# Steroid anabolizant
Steroizii anabolizanți și androgeni sunt hormoni sintetici, care sporesc capacitatea organismului de a produce țesut muscular. În principal, toți steroizii anabolici și androgeni sunt copii sintetice ale testosteronului. Prima formă sintetizată de testosteron a fost obținută din colesterol în anul 1935, de către chimistul Leopold Ružička.
Steroizii anabolizanți și androgeni au avut și încă au numeroase aplicații practice în medicină. Sunt folosiți pentru tratarea unui număr mare de afecțiuni: 
- Terapia de înlocuire a hormonilor: se aplică bărbaților cu nivele scăzute de testosteron; este și o tehnică bună de creștere a libidoului la persoanele vârstnice.
- Stimularea apetitului și păstrarea masei musculare și masei osoase: steroizii anabolizanți și androgeni sunt folosiți în cadrul tratamentului bolnavilor de SIDA sau care suferă de anumite forme de cancer, care duc la atrofierea musculară și slăbirea organismului.
- Stimularea creșterii la copii: pediatrii endocrinologi pot prescrie steroizi anabolizanți copiilor cu deficite de creștere.
- Stimularea maduvii osoase: decenii la rând steroizii anabolizanți și androgeni au fost folosiți pentru tratamentul anemiei hipoplastice, afecțiune cauzată de leucemii sau blocaje renale. În ultimii ani au fost înlocuiți de medicamente mai noi precum epoetina alfa.
- Inducerea pubertății: steroizi androgeni sunt administrați băieților care au intarzaieri extreme în dezvoltarea pubertății.
- Contracepție masculină, sub formă testosteronului enantat.
- Tratamentul arsurilor grave de piele în urma accidentelor.

Ca orice medicament, steroizii anabolizanți vin însoțiți de o serie de efecte secundare, care se manifestă în funcție de sensibilitatea fiecărui utilizator, și mai ales în funcție de dozele folosite. De regulă, folosirea unor doze mai mari decât cele terapeutice este considerată o practică foarte riscantă. 
Aceste efecte secundare, în funcție de steroidul anabolizant folosit și metoda de administrare (pe cale orală sau prin injecții) includ: 
- Inhibarea secreției proprii de testosteron.
- Afectarea negativă a profilului lipidic: reduc colesterolul bun (HDL) și cresc colesterolul rău (LDL).
- Ginecomastie: dezvoltarea țesutului mamar la bărbați.
- Acnee.
- Agresivitate crescută.
- Calviție.
- Mărirea prostatei.
- Afecțiuni ale rinichilor.
- Sterilitate.
- Scăderea libidoului.
- Depresie.
- Afecțiuni hepatice, în special cauzate de steroizii administrați pe cale orală.

Încă de la apariția steroizilor anabolizanți și androgeni, aceștia au fost folosiți de sportivi pentru îmbunătățirea performanțelor sportive. O mare parte din steroizii anabolizanți au fost dezvoltați în fosta RDG (Rebublica Democrată Germană) special pentru atleții echipelor naționale.  
A fost interzisă folosirea lor în sport încă din anii 1970, dar au intrat în atenția mass-media abia la începutul anilor 1990, din cauza scandalului de dopaj din baseballul american. La început a fost un scandal mic, care a escalaldat de-a lungul anilor, atingând apogeul în anii 2000, când au fost expuși un număr mare de jucători care au folosit steroizi și alte substanțe interzise.